# موتور جعفر بامری
موتور جعفر بامری روستایی در دهستان جلگه چاه هاشم بخش جلگه چاه هاشم شهرستان دلگان استان سیستان و بلوچستان ایران است.

## جمعیت
بر پایه سرشماری عمومی نفوس و مسکن در سال ۱۳۹۵ جمعیت این روستا کمتر از ۳ خانوار بوده‌است.